# Joannis Ferrouillat
Joannis Jean Baptiste Ferrouillat, né à Lyon le 4 mai 1820 et mort à Montpellier le 24 mars 1903, docteur en droit est un homme politique français.

## Biographie
Issu d'une famille bourgeoise, Joannis Ferrouillat obtient son doctorat en droit en 1843. En 1848, après la révolution de février, il est élu à l'Assemblée constituante de la Deuxième République. Il fit d'abord partie des républicains conservateurs ; puis se rapproche de Louis Napoléon après son élection. N'ayant pas été réélu en 1849, il s'installa comme avocat,.
Sous le Second Empire, il fait partie de l'opposition et devient, malgré cela, conseiller général du Rhône. Sa position était si forte qu'il démissionna lors d'un conflit avec la préfecture et fut immédiatement réélu. Il entretenait des contacts avec les associations ouvrières et était proche d'Eugène Flotard. Pendant la Commune de Paris, il prôna des solutions négociées.
Après les Élections législatives françaises de 1871, il fut élu à l'Assemblée nationale de la Troisième République. Il y appartenait à l'extrême gauche et représentait l'Union républicaine de Léon Gambetta. Il soutint l'initiative de Victor Hugo en faveur de l'amnistie des communards. Il soutint également son groupe parlementaire lors de la crise du 16 mai 1877,.
De avril 1888 à février 1889, il fut ministre de la Justice et des Cultes dans le gouvernement Charles Floquet, parvenant à faire adopter, malgré l'opposition conservatrice, un budget prévoyant la réduction du traitement des évêques. De 1876 à 1891, il siégea au Sénat en tant que représentant du Var, où il appartenait, tout comme Victor Hugo, à l'extrême gauche,.
Il est inhumé dans l'ancien cimetière de Loyasse de Lyon.

## Sources
- « Joannis Ferrouillat », dans Adolphe Robert et Gaston Cougny, Dictionnaire des parlementaires français, Edgar Bourloton, 1889-1891 [détail de l’édition]